# Jürgen Weber (Bildhauer)
Jürgen Weber (* 14. Januar 1928 in Münster; † 16. Juni 2007 am Pou d’es Lleó auf Ibiza) war ein deutscher Bildhauer. Seine Werke sind zwischen Realismus und Symbolismus angesiedelt.

## Leben
Jürgen Weber lebte ab 1939 bis 1945 mit den Eltern in Königsberg, danach in Tübingen, wo er sein Abitur erlangte. Nach autodidaktischen Studien im Malen und Zeichnen begann er ein Studium der Medizin sowie der Kunstgeschichte. Er studierte von 1952 bis 1956 Bildhauerei an der Kunstakademie Stuttgart (zusammen mit Ernst Steinacker) bei Rudolf Daudert und Peter Otto Heim. Nebenher schloss er eine Ausbildung als Bronzegießer im Wachsausschmelzverfahren mit der Gesellenprüfung ab.
Ab 1956 war Jürgen Weber freischaffend in Stuttgart und in Rom tätig. 1960 erhielt er ein Stipendium der Villa Massimo Rom. 1960 wurde er als Professor an die TU Braunschweig berufen, als Nachfolger von Kurt Edzard, der in der Architekturabteilung bis dahin die Modellier- und Aktklasse geleitet hatte. 1978 wurde er zum Korrespondierenden Mitglied der Akademie der Künste der DDR gewählt.
Weber war bis 2000 über die Altersgrenze hinaus Professor an dem von ihm umbenannten „Lehrstuhl für elementares Formen“ im Fachbereich Architektur. Dort entwickelte Weber – so wie er sie verstand – unter Zuhilfenahme von Rudolf Arnheims Werk, das eine Art Gestaltungslehre der bildenden Künste auf Basis der Gestalttheorie darstellt, und auf Basis seines eigenen Schaffens eine persönliche Didaktik, die ebenso polarisierte wie sein Kampf als „Eiferer“ ums Figurative, der sich „andauernd dagegen wehrt, dass man seinen Attacken auf die zeitgenössische Kunst Parallelen zum Kunstkampf der Nazis nachsagt“.
Nach Übergabe der Historiensäule in Koblenz, seinem vorletzten großen Werk, das krankheitsbedingt erst im Jahr 2000 fertiggestellt wurde, gab Jürgen Weber die Institutsleitung nach einem tätlichen Angriff durch eine Hilfskraft ab. Er starb 2007 auf Ibiza in seinem Feriendomizil; vermutlich erlag er einem Herzversagen.

## Wirken
Webers theoretische Ausrichtung lässt eine Deutung seiner kleinformatigen Bilderzählungen zu, die „obeliskenartig“ zur Monumentalplastik anwachsen: „Es gibt Zusammenhänge, bei denen nicht, was im Ganzen geschieht, sich daraus herleitet, wie die einzelnen Stücke sind und sich zusammensetzen, sondern umgekehrt, wo – im prägnanten Fall – sich das, was an einem Teil dieses Ganzen geschieht, bestimmt von inneren Strukturgesetzen dieses seines Ganzen. Gestalttheorie ist dieses, nichts mehr und nichts weniger.“ Weber glaubte, so könnte man verkürzt sagen, an diese „inneren Strukturgesetze“, die er, wie im Portal des Göttinger Rathauses, „durchwoben von mehr als 500 menschlichen Figuren“ abzubilden hatte.
Neben seiner Lehrtätigkeit schuf er u. a. eine Reihe bekannter Plastiken vor allem aus den Werkstoffen Bronze und Stein. Er führte viele Aufträge für öffentliche und kirchliche Bauten aus. Sein Werk ist der gegenständlichen Kunst verpflichtet und z. T. wegen „metaphorischer Überinstrumentierung“ umstritten. So wurde ihm bezüglich der beiden Nürnberger Brunnen Ehekarussell und Narrenschiff ein „pseudobarocker Sensualismus“ vorgeworfen. „Gerade am Nürnberger (Ehekarussell-) Brunnen schieden sich die Geister. Während die Fachwelt – wie Kunsthistoriker, Journalisten und andere Sachverständige – versucht hat, die Realisierung des Entwurfes zu verhindern, sammelten Bürger von Nürnberg Unterschriften für dessen Umsetzung. In diesem Fall schlugen sich die Politiker auf die Seite des Volkes.“ In einigen Plastiken hat sich Weber selbst dargestellt, als Bergmann im Turm der Arbeit, Salzgitter (1995) oder wie beim umstrittenen Ringerbrunnen, Braunschweig (1974), als siegreicher Herakles, der seine zahlreichen prominenten Kritiker, in Gestalt des Riesen Antaios aushebelt und ihnen damit ihre Kraft nimmt. Diese „Inszenierung“ hat eine Vorgeschichte. Bei den zweiten „Römerberggesprächen“, 1974 in Frankfurt am Main, attackierte Weber u. a. Rudolf Krämer-Badoni und Willi Bongard, sinngemäß: „Wer gegenständlich arbeite, dem unterstelle man autoritäre, faschistische Gesinnung.“ Nachdem im Deutschlandfunk zu hören war, Weber habe „zeitweilig so etwas wie eine Pogromstimmung im Saal“ geschaffen, ging die „Auseinandersetzung über eine bestimmte geistige Richtung“ bis zum Bundesverfassungsgericht, wo er unterlag.
Auch die Ratssaltüren im Neuen Rathauses Göttingen (1978 Auftrag, 1983 Übergabe) „blieben nicht unumstritten. Auswahl und Wertung historischer Prozesse, die vor allem in seinen Texten Eingang gefunden hatten, stießen auf teilweise harte Kritik“. Hier stand nicht die polemische Haltung Webers in der Kritik, der glaubte seine figurative Bilderwelt gegen die Befürworter der Modernen Kunst verteidigen zu müssen, sondern man stellte seine Interpretationsfreiheit als Künstler in Frage.
Seine beiden Bronzereliefs „Amerika“ (America) und „Krieg und Frieden“ (War and Peace) von 1966 bis 1971 stehen vor dem John F. Kennedy Center for the Performing Arts in Washington D.C. Sie waren ein Staatsgeschenk der Bundesrepublik Deutschland an die Vereinigten Staaten, zum Gedenken an den amerikanischen Präsidenten.

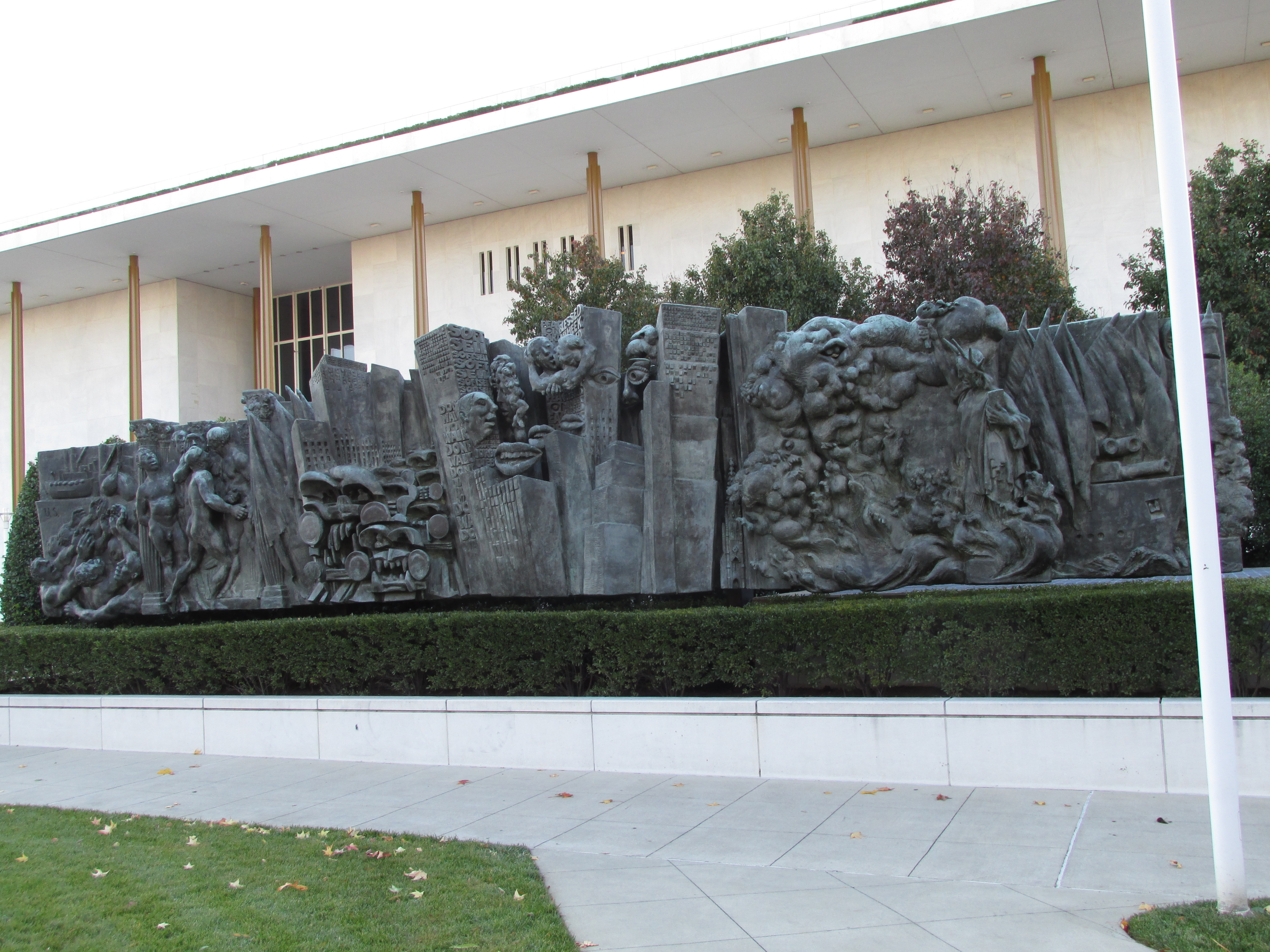
JFKArtsCenter

Webers Lehrmaterial aus den 1960er bis 1990er Jahren aus dem Nachlass befindet sich in der Sammlung für Architektur und Ingenieurbau der TU Braunschweig.
Neben seinen Kunstwerken sorgte in den 1980er Jahren insbesondere seine Scheidung für bundesweites Aufsehen, da er mit dem Wert seiner nicht verkauften, jedoch während seiner ersten Ehe entstandenen Skulpturen und Graphiken, nach dem Willen der ehemaligen West-Berliner Bank für Handel und Industrie für die hinterlassenen Schulden der verstorbenen und längst von ihm geschiedenen Exfrau aufkommen sollte.

## Werke (Auswahl)
- Nordwestpforte, Stiftskirche, Stuttgart (1957)
- Missionspforte, Stiftskirche, Stuttgart (1958)
- Portal der Schlosskirche St. Michael (Pforzheim) (1959)
- Kreuzabnahme (Altargruppe), Kanzel, Taufschale und Osterleuchter der Versöhnungskirche (Wolfenbüttel) (1963–1964)
- Die Stadt, Bronzerelief, Stadthalle in Göttingen (1963/1964)[20][21]
- Portal Hauptkirche Sankt Jacobi, Hamburg (1966)[22]
- Krieg und Frieden und Amerika, John F. Kennedy Center for the Performing Arts, Washington, D.C. (1966–1971)
- Der erste Schritt, Klinikum der Stadt Wolfsburg in Wolfsburg (1967)
- Bronzeskulptur Die Geburt der Athene aus dem Haupte des Zeus (ca. 1970) in Göttingen, Max-Planck-Institut für Multidisziplinäre Naturwissenschaften[23]
- Dionysos, Plastik, Braunschweig (1973)
- Ringerbrunnen, Braunschweig (1974)
- Die große Verweigerung, Skulptur, Braunschweig (1975)
- Türen des Ratssaales, Neues Rathaus, Göttingen[24]
- Bronzener Taufsteindeckel in der Erlöserkirche von Eichstätt (1977)
- Hans-Sachs-Brunnen, genannt das Ehekarussell, in Nürnberg (1977–1981)
- Narrenschiff, Hameln und Nürnberg
- Kruzifix, Bugenhagenkirche Braunschweig
- Figuren am Portalwimperg der Marktkirche Hannover (1987–1992)[25]
- Lebensbaumkruzifix im Magdeburger Dom (1988–1989)
- Georgs-Brunnen, Burglengenfeld (1995)
- Turm der Arbeit, Salzgitter-Lebenstedt (1989–1995)[26]
- Kruzifix der Friedenskirche in Arnum (1991)
- Brunnen mit Historiensäule, Koblenz (2000)
- 2000 Jahre Christentum, Braunschweig (2006)
- Kruzifix in der Dreieinigkeitskirche in Hamburg-St. Georg

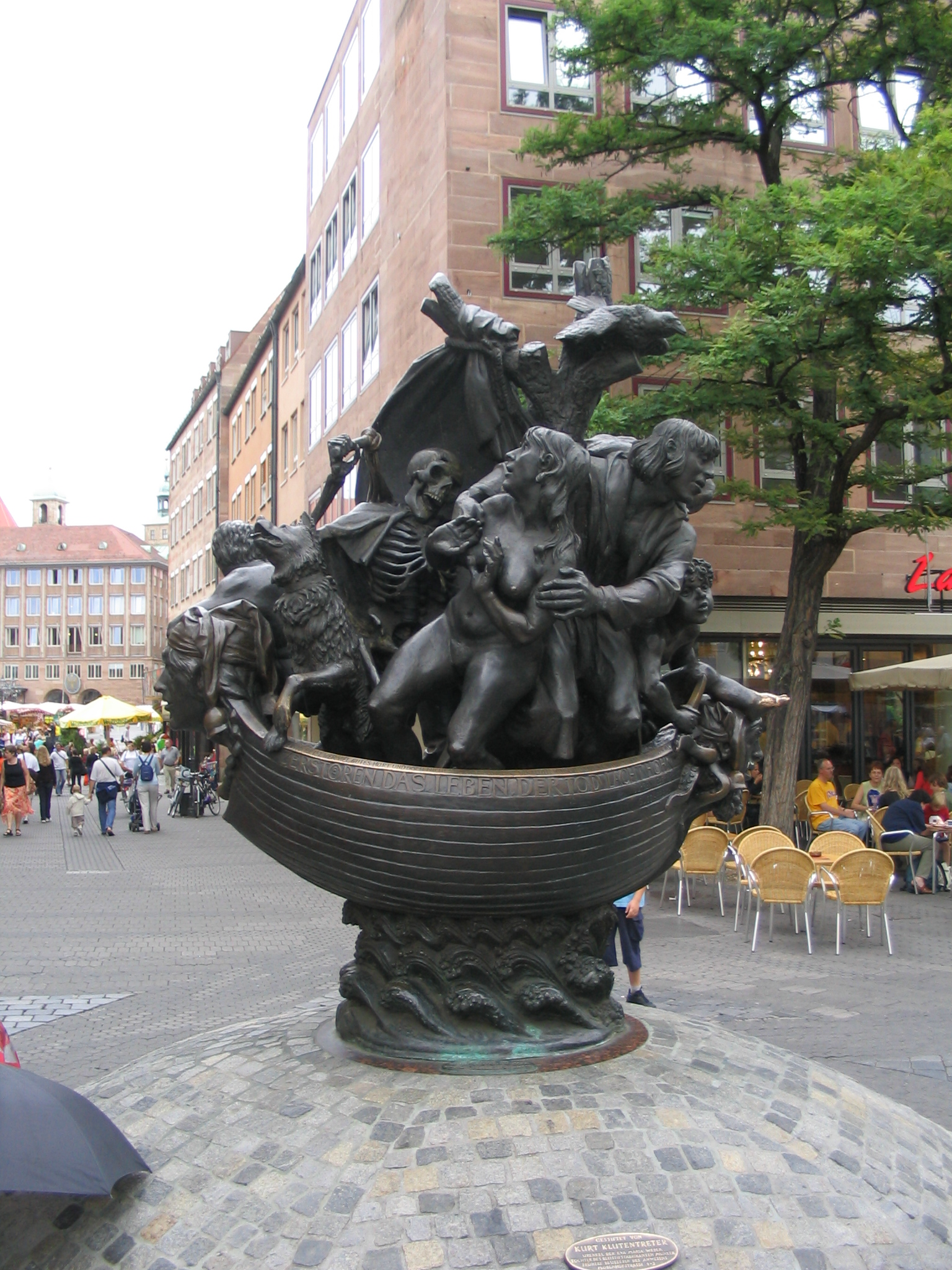
Narrenschiff in Nürnberg, Bronzeplastik
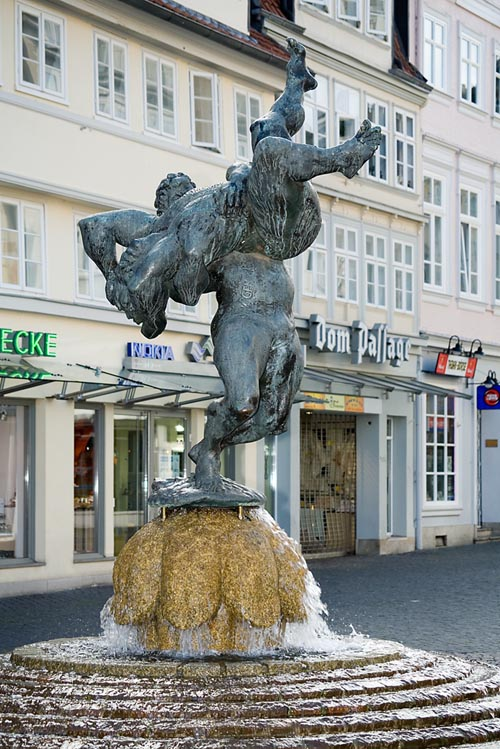
Ringerbrunnen in Braunschweig
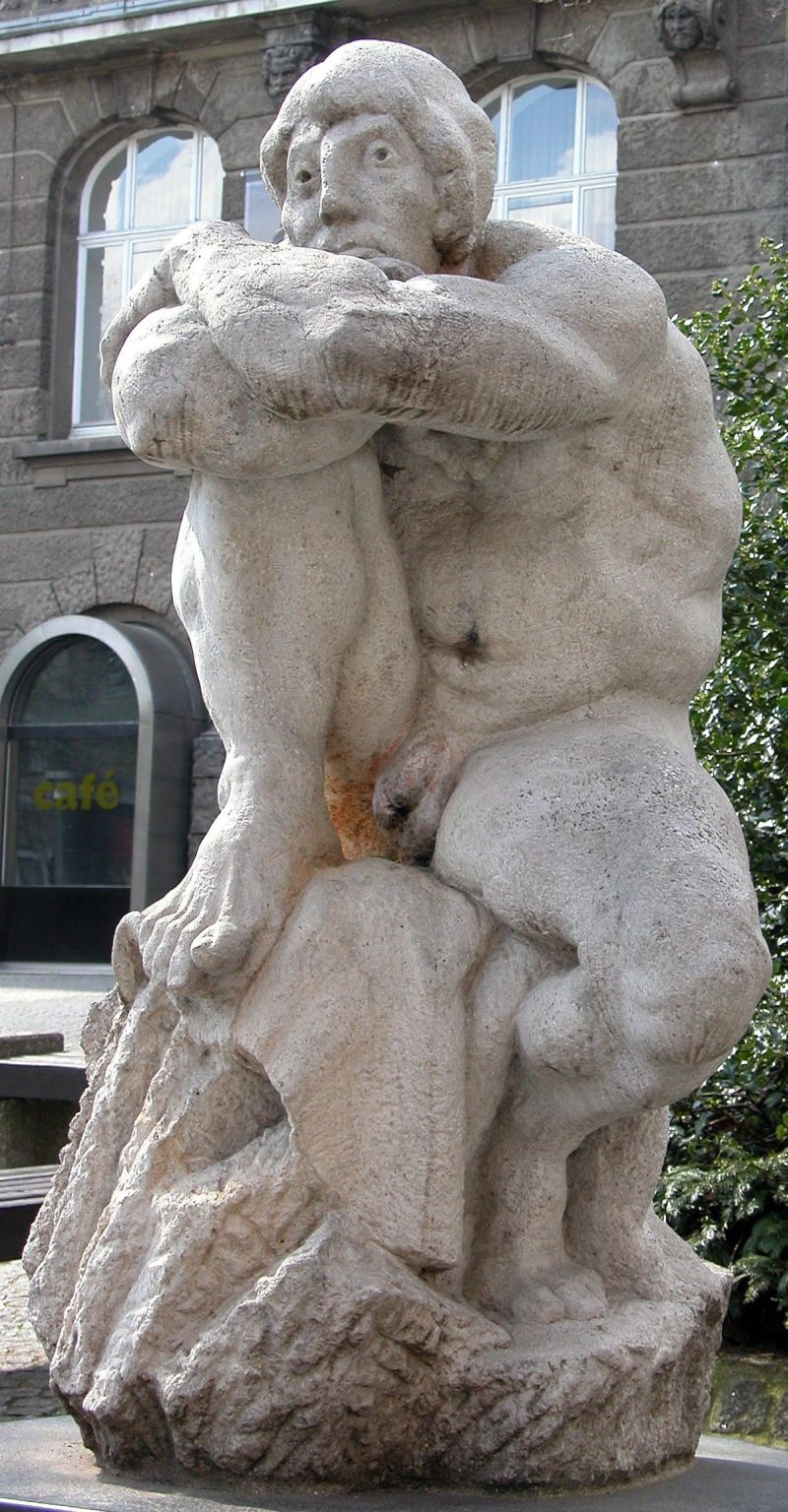
Die große Verweigerung in Braunschweig
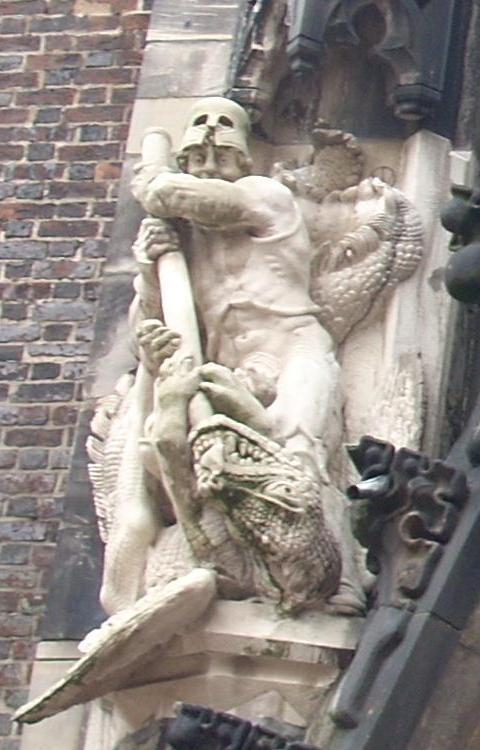
Hl. Georg, Portalskulptur, Marktkirche Hannover
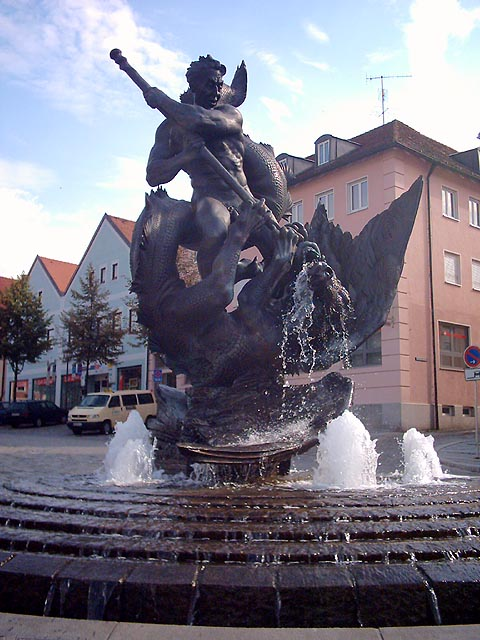
Stadtbrunnen in Burglengenfeld
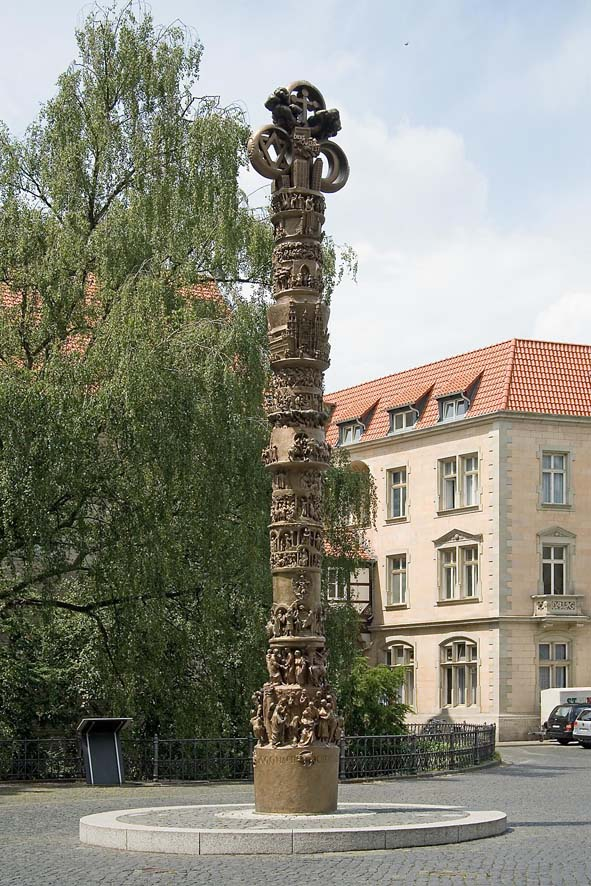
2000 Jahre Christentum in Braunschweig

## Schriften
- Jürgen Weber: Das Narrenschiff. Kunst ohne Kompass. Autobiographie. Universitas Verlag, München 1994, ISBN 3-8004-1311-6.
- Jürgen Weber: Gestalt, Bewegung, Farbe: Kunst und anschauliches Denken. Henschelverlag Kunst und Gesellschaft, Berlin 1976.
- Jürgen Weber: Entmündigung der Künstler. Geschichte und Funktionsweisen der bürgerlichen Kunsteinrichtungen. PRV Köln 1987, ISBN 3-7609-1166-8.
- Jürgen Weber: Die Braunschweiger Säule „2000 Jahre Christentum“. Deutscher Kunstverlag, Berlin 2009.
- Jürgen Weber: Das Urteil des Auges. Springer, Wien 2002.
- Jürgen Weber: Die „Moderne“ seit Kriegsende – eine endlose Folge von Reanimierungsversuchen. TU, Presse- und Öffentlichkeitsarbeit, Braunschweig 1998.
- Jürgen Weber: Das Ehekarussell und das Narrenschiff in Nürnberg. Edelmann, Nürnberg 1985.
- Jürgen Weber, Horst-Jörg Ludwig: Jürgen Weber: Plastik, Zeichnung, Graphik. Ausstellungskatalog. Akademie der Künste der DDR, Berlin 1986.
- Jürgen Weber: Pop-art: Happenings und neue Realisten. Unredigierte Manuskripte zur Kunst. [3 Vorlesungen]. Moos, München 1970.
- Jürgen Weber: Bronzebildwerke des Bildhauers und Erzgiessers. Lometsch, Kassel 1970.
- Jürgen Weber: Gottes armer Mensch: Kirchliche Kunst. Kaufmann, Lahr 1958.